# Crystal Mover

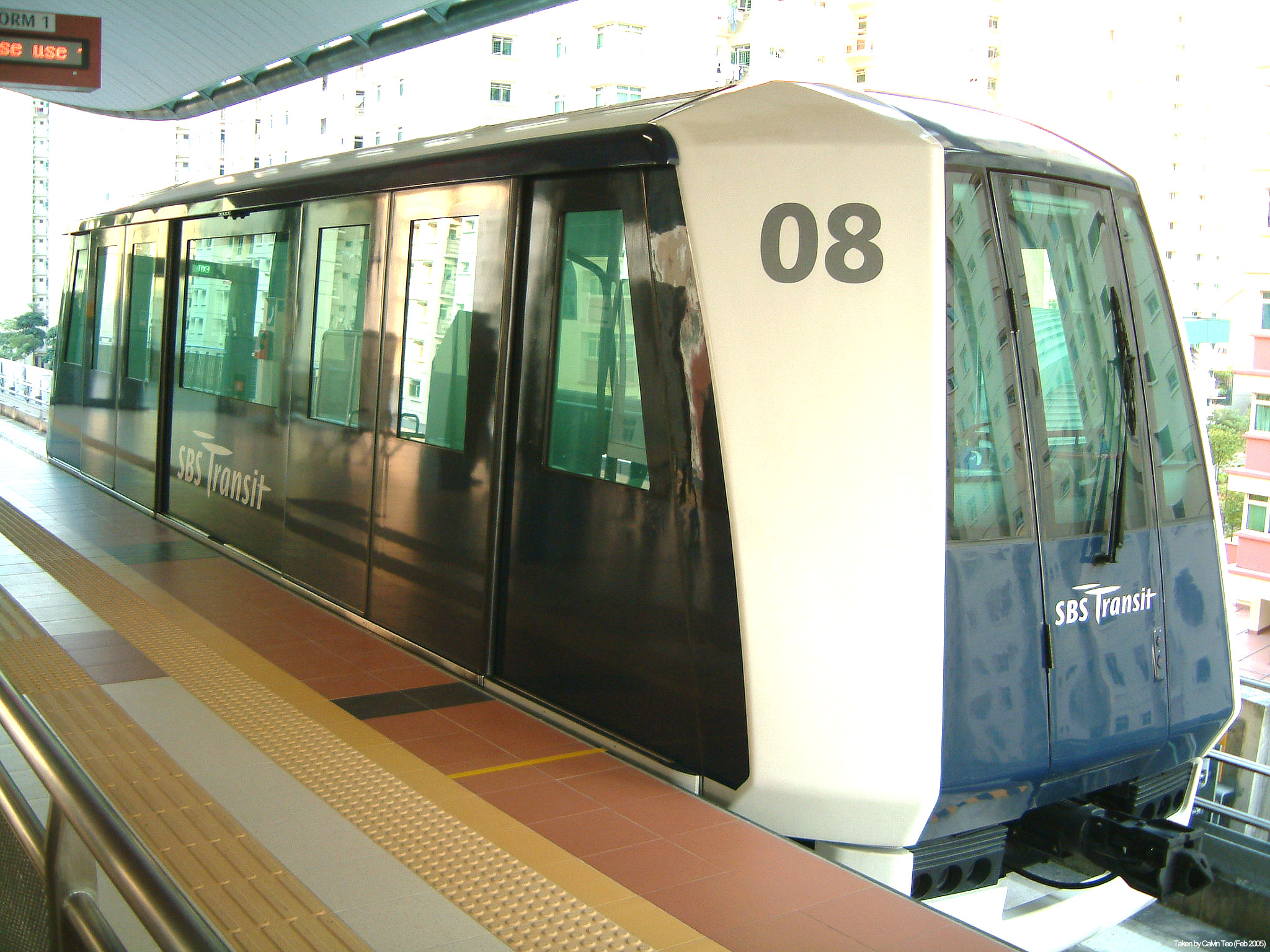
盛港和榜鹅轻轨上的Crystal Mover

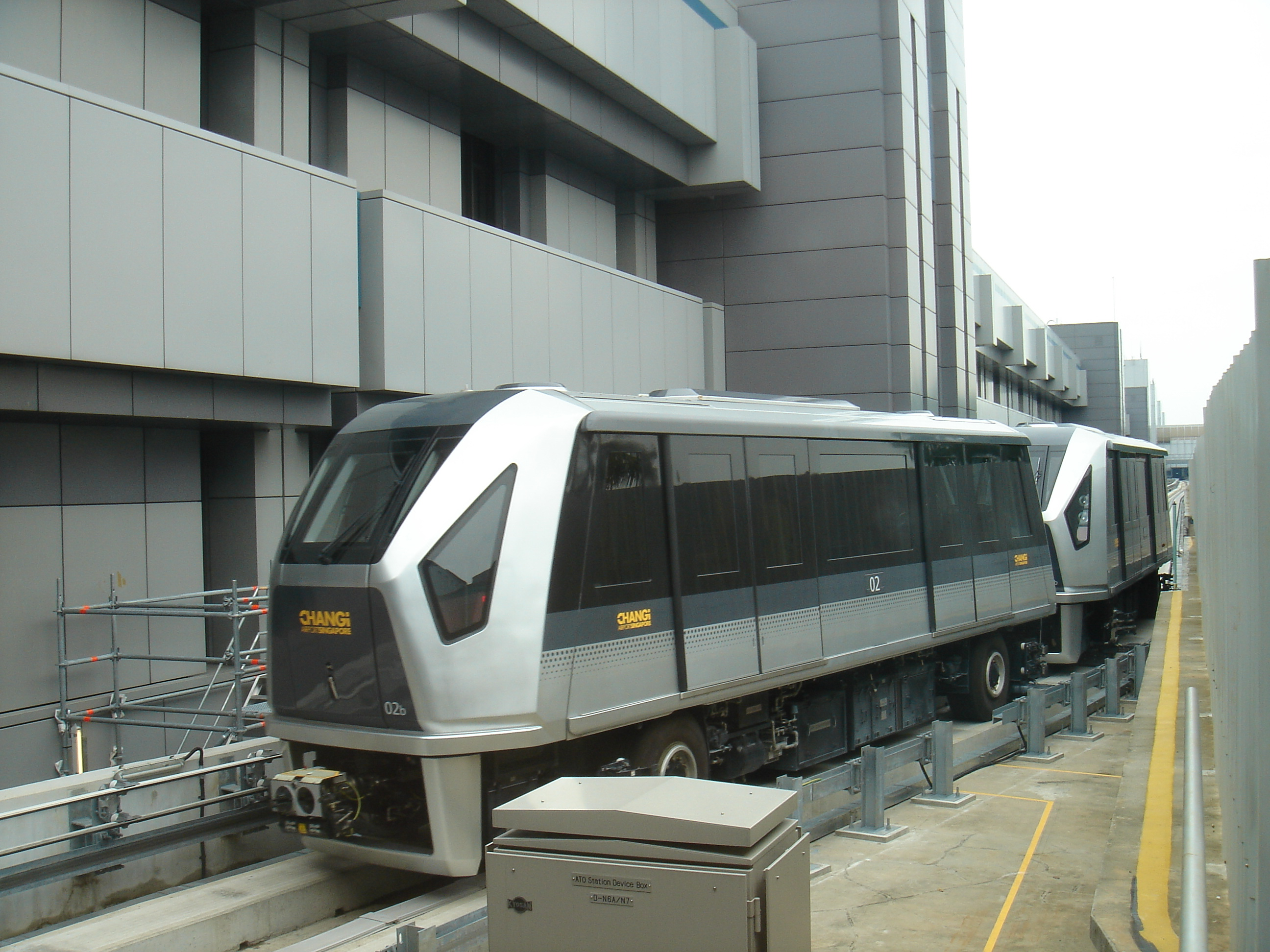
2006年，CAAS Crystal Mover列车取代了Innovia APM 100同类产品，用于樟宜机场高架旅客运送车的运营。

Crystal Mover是由日本三菱重工（Mitsubishi Heavy Industries）製造的，用於機場和輕軌應用的橡膠輪胎式自動人行道 （APM）系統。 Crystal Mover基於日本APM標準，用於東京臨海新交通臨海線(百合海鷗線)和六甲人工島線等 6 個日本自動導軌運輸系統。

## 公共交通

### 新加坡
在新加坡，由SBS Transit Ltd經營的盛港輕軌和榜鵝輕軌之間運行Crystal Movers。自2005年投入運營以來，這些汽車自2003年以來一直在Sengkang LRT和Punggol LRT上運行。三條輕軌線共有三批三菱重工C810轎車，共41輛車。   另外訂購了16輛具有相同規格的汽車（合同810A），以增加兩條LRT的生產能力，並於2016年全部交付。  

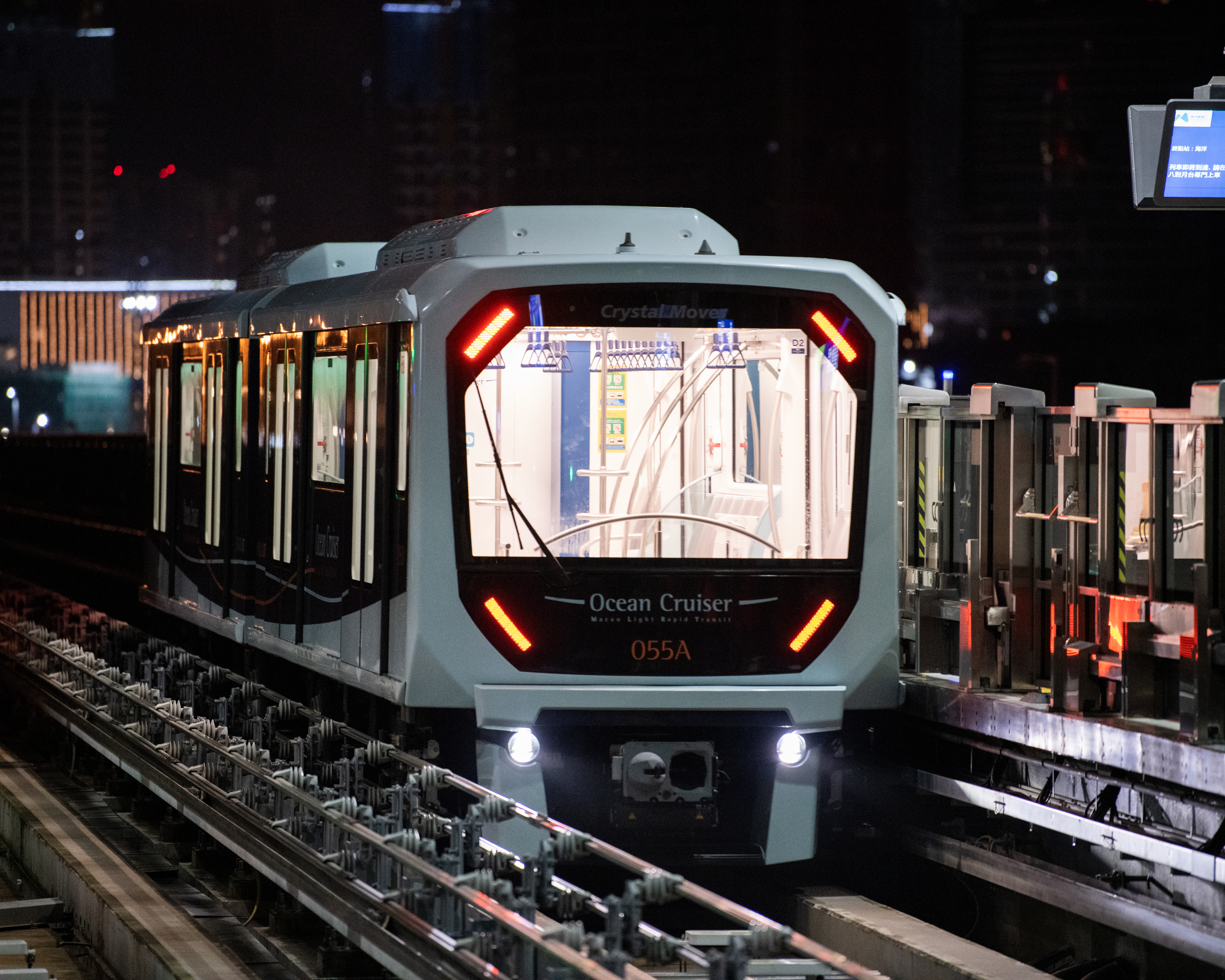
澳门轻轨海洋巡洋列車停靠運動場站

### 澳門
澳門輕軌採用Crystal Mover列車，暱稱為濱海巡航。澳門政府於2011年3月訂購110節車廂，而氹仔線已於2019年12月10日正式通車。澳門輕軌未來的其他路線亦將使用同款列車。

## 機場接駁

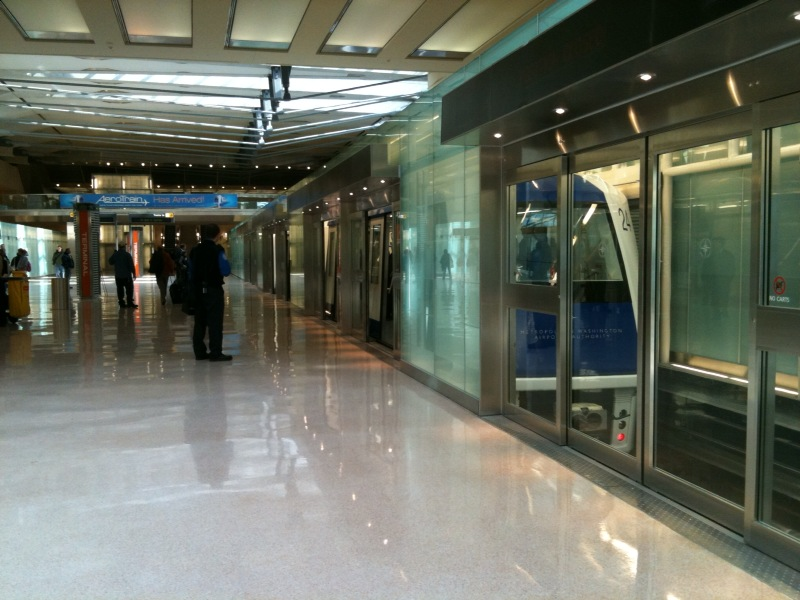
华盛顿杜勒斯国际机场的 AeroTrain 使用 Crystal Mover 电动列车。

Crystal Mover目前在以下機場運營： 
- AeroTrain ， 华盛顿杜勒斯国际机场 ， 美国
- ATL轻轨 ， 哈茨菲尔德-杰克逊亚特兰大国际机场 ， 美国
- 樟宜机场轻轨 ， 新加坡樟宜机场 ， 新加坡
- 香港国际机场旅客捷运系统 ， 香港国际机场 ， 香港
- MIA Mover and Skytrain ， 迈阿密国际机场 ， 美国
- 仁川国际机场 ， 韩国
- 3号航站楼APM ， 迪拜国际机场3号航站楼 ， 阿联酋 （终端1所使用庞巴迪公司的Innovia APM 300代替）
- 奥兰多国际机场 奥兰多国际机场 （仅30-59号登机口，正在进行中的1-29号登机口的现有CX100班车的更换）。 ） [4]
- 坦帕国际机场 SkyConnect， 美国

## 技术指标
- 配置：单车或双车

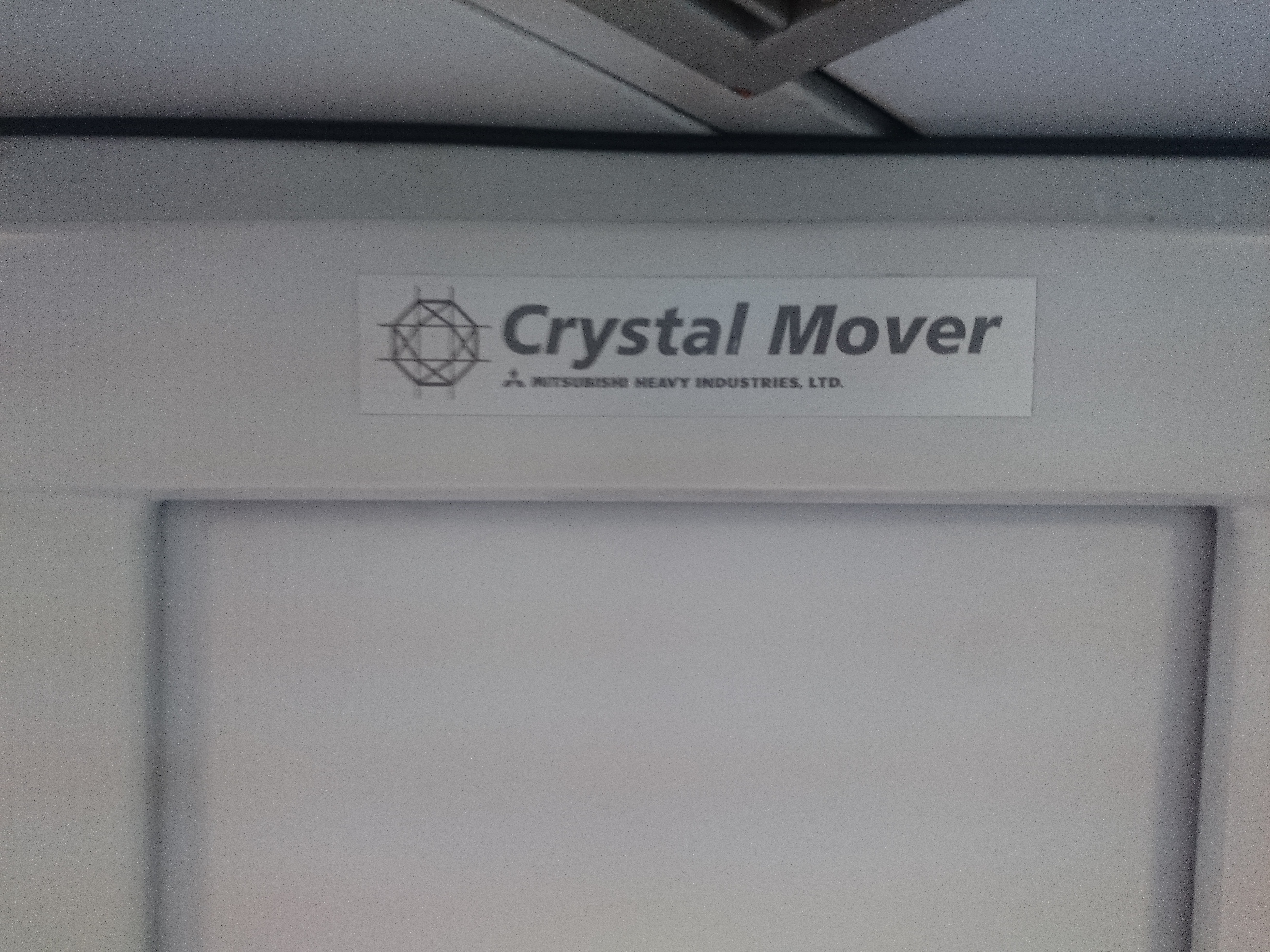
Crystal Mover 的标志

- 载客量：105（包括18个座位）或210（包括36个座位）
- 车重（t）：14.9 /辆
- 车辆尺寸（毫米）：11840（长）×2690（宽）×3615（高）
- 导向系统：侧导向两轴四轮转向系统
- 电气系统：750伏直流电
- 规格（mm）：规格1,850;导轨跨度，3200
- 最大速度 
  - 整车性能：80  公里/小时
  - 操作：70  公里/小时
- 加速度：1.0   m /s²（3.6   km / h / s）
- 减速 
  - 最高服务：1.0   m /s²（3.6   km / h / s）
  - 紧急情况：1.3   m /s²（4.7   km / h / s）
- 车身结构：铝合金焊接结构
- 牵引电动机：三相感应电动机，连续额定值80   kW×2单位
- 推进控制系统：VVVF变频器矢量控制（各轴独立控制）

（带可变负载控制和再生制动） 
- 制动系统：带再生制动的电控气动制动

（带备用制动器和驻车制动器）（带可变负载控制和防止车轮滑行控制） 